# John Yarde-Buller (3e baron Churston)
Pour les articles homonymes, voir Yarde.
John Reginald Lopes Yarde-Buller (9 novembre 1873 - 19 avril 1930) est un pair et soldat britannique. Il est le grand-père de Karim Aga Khan, chef des Nizârites.

## Jeunesse
Yarde-Buller est le fils unique du John Yarde-Buller (2e baron Churston) et de sa femme, Barbara, le seul enfant de Sir Hastings Yelverton et de la 20e baronne Gray de Ruthyn.
Il fait ses études au Winchester College .

## Carrière militaire
Yarde-Buller est nommé sous-lieutenant dans les Scots Guards le 8 avril 1896 et promu lieutenant le 13 avril 1898. Après le déclenchement de la seconde guerre des Boers à la fin de 1899, Yarde-Buller est avec le 2e bataillon de son régiment lorsqu'il quitte Southampton pour l'Afrique du Sud sur le SS Britannic en mars 1900 . À son arrivée, le bataillon est rattaché à la 16e brigade d'infanterie faisant partie de la 8e division sous Sir Leslie Rundle. Yarde-Buller est présent aux opérations dans la Colonie de la rivière Orange de mai à novembre 1900, notamment à la bataille de Biddulphsberg (mai 1900) et de Wittebergen (juillet 1900). Après son retour de la guerre, il est nommé aide de camp de Lord Curzon, vice-roi de l'Inde en janvier 1902 et promu capitaine le 23 avril 1902. Il sert en Inde jusqu'à l'année suivante, puis comme au de camp auprès du duc de Connaught de 1904 à 1906. Il devient plus tard lieutenant-colonel dans l'éphémère 3e bataillon des gardes écossais.

## Vie privée
Le 24 avril 1907, il épouse la chanteuse de music-hall Denise Orme et ils ont six enfants, dont la plupart sont connus pour leurs mariages et divorces très médiatisés:
- Joan Yarde-Buller (1908–1997), mariée (1) à Loel Guinness, divorcée en 1936 (2) au prince Ali Khan, divorcée en 1949 (3) à Seymour Berry (2e vicomte Camrose).
- Richard Francis Roger Yarde-Buller, 4e baron Churston (1910–1991)
- John Reginald Henry (1915-1962), soldat.
- Denise Margaret Yarde-Buller (1916–2005), épouse le Robert Grosvenor (5e baron Ebury), divorce en 1954.
- Lydia Yarde-Buller (1917-2006), épouse Ian Russell (13e duc de Bedford)
- Primrose Lillian Yarde-Buller (1918-1970), épouse le 7e comte Cadogan, divorcé en 1960.

En 1910, Yarde-Buller hérite du titre de son père et lui et sa femme divorcent en 1928. À sa mort en 1930, son fils aîné hérite de son titre et son ex-épouse se remarie avec le Edward FitzGerald (7e duc de Leinster) en 1946.